# マクアンドリューズ&フォーブス
マクアンドリューズ&フォーブス（MacAndrews & Forbes）は、アメリカの持ち株会社で、投資家で同社社長のロナルド・ペレルマンが所有している。株式を所有している企業は、映画や製薬メーカー、ギャンブルや通信販売など多様な分野にわたっている。

## 歴史
会社のルーツは1850年に食品メーカーとして設立された、マクアンドリューズ&フォーブス。ペレルマンは1978年に取得した宝石会社が1980年にマクアンドリューズを買収し、合併して以来、持ち株会社として活動している。

## 子会社
- AMジェネラル
- デラックス
- リヴィジョン
- サイエンティフィック・ゲームズ
  - WMSインダストリーズ
- ハーランド・クラーク
- スキャントロン
- ヴァラシス
- マフコ
- メリサン
- SIGAテクノロジーズ
- レブロン

## 過去
- ニューワールド・コミュニケーションズ
- マーベル・エンターテインメント
- コールマン